# Rhabdocaulon
Rhabdocaulon — рід напівкущів або багаторічних трав, що населяють південний іхід Південної Америки (північно-східна Аргентина, південна й західно-Центральна Бразилія, Парагвай, Уругвай); ростуть у саванах та інших відкритих територіях.

## Біоморфологічна характеристика
Стебла прямовисні, цілісні, міжвузля видовжені, сильно 4-кутні. Листки від вузьколінійних до лінійно-ланцетоподібних. Суцвіття з малоквіткових щитків, які сидячі або на коротких ніжках розміщені в пазухах приквіток, утворюють кінцевий складний зонтик. Чашечка видовжена, вузькоциліндрична, слабо 2-гуна, 5-лопатева (3/2), частки зазвичай рівні. Віночок білий, кремовий, лавандовий або червоний, 2-губний, 5-лопатевий (2/3), губи ± рівні або задня губа довша. Тичинок 2. Горішки яйцеподібно-довгасті, гладкі, не клейкі при змочуванні.

## Види
Рід містить такі види: 
1. Rhabdocaulon coccineum (Benth.) Epling
2. Rhabdocaulon denudatum (Benth.) Epling
3. Rhabdocaulon erythrostachys Epling
4. Rhabdocaulon gracile (Benth.) Epling
5. Rhabdocaulon lavanduloides (Benth.) Epling
6. Rhabdocaulon stenodontum (Briq.) Epling
7. Rhabdocaulon strictum (Benth.) Epling